# 4593 Reipurth
4593 Reipurth је астероид главног астероидног појаса чија средња удаљеност од Сунца износи 3,029 астрономских јединица (АЈ).
Апсолутна магнитуда астероида је 12,1.